# Acioa
Acioa é um género botânico pertencente à família Chrysobalanaceae.

## Espécies
- Acioa cinerea
- Acioa dichotoma
- Acioa edulis
- Acioa eketensis